# Brandon Morrow
Brandon John Morrow (né le 26 avril 1984 à Santa Rosa, Californie, États-Unis) est un lanceur droitier des Dodgers de Los Angeles de la Ligue majeure de baseball.

## Carrière

### Mariners de Seattle
Drafté par les Angels de Los Angeles dès la fin de ses études secondaires en juin 2003, Brandon Morrow repousse l'offre et poursuit ses études à l'Université de Californie (Berkeley) où il porte les couleurs des California Golden Bears.
Brandon Morrow est drafté le 6 juin 2006 par les Mariners de Seattle au premier tour de sélection (5e choix). Il débute en Ligue majeure le 3 avril 2007.

### Blue Jays de Toronto
Il est échangé aux Blue Jays de Toronto le 23 décembre 2009 en retour du lanceur Brandon League et du voltigeur des ligues mineures Johermyn Chávez.
Le 8 août 2010 au Rogers Centre de Toronto, Morrow lance un match d'un coup sûr dans une victoire de 1-0 des Blue Jays sur les Rays de Tampa Bay. Il perd son match sans point ni coup sûr après deux retraits en neuvième manche, alors qu'il accorde un simple à Evan Longoria. Morrow termine quand même le match et le complète avec un sommet personnel de 17 retraits sur des prises, un de moins que le record de franchise détenu par Roger Clemens. Il remporte 10 et 11 victoires comme lanceur partant en 2010 et 2011 respectivement pour Toronto.
Le 11 juin 2012, il ressent de la douleur en lançant à Bryce Harper, second frappeur du match pour les Nationals de Washington ce jour-là. Retiré de la partie avec une blessure aux muscles obliques, Morrow est placé sur la liste des joueurs blessés. Il avait jusque-là 7 victoires, 4 défaites et une moyenne de points mérités de 3,01 en 77,2 manches lancées.
Souvent blessé, il est limité à 87 manches et deux tiers lancées en 23 16 départs et 7 présences en relève pour les Blue Jays au cours des deux saisons suivantes. Au cours des saisons 2013, où il est blessé à l'avant-bras, et 2014, où il se blesse à un tendon de l'index droit, sa moyenne de points mérités s'élève à 5,65.

### Padres de San Diego
Morrow signe un contrat d'un an avec les Padres de San Diego le 19 décembre 2014.